# Галинський Аркадій Романович
Аркадій Романович Галинський (* 1 травня 1922, Київ — † 3 червня 1996, Москва) — радянський, російський та український спортивний журналіст і коментатор. Отримав прізвисько «Солженіцин радянського футболу» — його матеріали були розкритиковані найвищими спортивними органами СРСР, унаслідок чого журналісту відмовляли друкувати його матеріали протягом 17 років (від 1972 до 1989).
Дружина — літературознавець Галинська Ірина Львівна, яка вивчала творчість М. Булгакова и Дж. Селінджера. Онук — лінгвіст Александер Піперскі.